# خانه سلطانی (قائن)
خانه سلطانی یکی از آثار تاریخی شهر قائن در استان خراسان جنوبی واقع است. این بنا در تاریخ ۱۹ اسفند ۱۳۸۰ با شمارهٔ ثبت ۴۸۰۷ به‌عنوان یکی از آثار ملی ایران به ثبت رسیده است.